# 맹진사댁 경사 (영화)
"맹진사댁 경사"(A Happy Day Of Jinsa Maeng)는 한국에서 제작된 이용민 감독의 1962년 드라마 영화이다. 최은희 등이 주연으로 출연하였고 이성근 등이 제작에 참여하였다.

## 출연

### 주연
- 최은희
- 김승호
- 김희갑
- 구봉서
- 김진규

### 조연
- 김희갑
- 이빈화
- 양석천
- 최남현
- 석금성
- 변기종
- 지방열
- 양훈
- 남춘역
- 최삼
- 한미나
- 김현주

## 기타
- 조명: 고해진
- 조명부: 이기준
- 스크립터: 임경순
- 조감독: 김성실
- 동시녹음: 정윤주
- 미술: 임명선
- 소품: 김정수
- 분장: 안건호
- 의상: 이해원
- 색채: 김기영
- 감제: 이태성
- 감제: 김양환
- 고증: 김석수
- 진행: 김병수